# الخرابة (المخادر)

تعديل مصدري - تعديل

الخرابة هي إحدى قرى عزلة جبل عقد بمديرية المخادر التابعة لمحافظة إب، بلغ تعداد سكانها 253 نسمة حسب تعداد اليمن لعام 2004.